# Eufemia von Adlersfeld-Ballestrem
Eufemia von Adlersfeld-Ballestrem (Ratibor, 1854 – München, 1941. április 26.) német szerző és író. A porosz arisztokrácia képviselője volt, művei is főleg a kiváltságos réteget mutatják be.

## Magyarul
- A zöld pompadur. Regény,1 -2.; ford. Kéméndyné Novelly Riza; Singer-Wolfner, Bp., 1917
- Kata grófnő; Singer-Wolfner, Bp., 1918 (Milliók könyve)
- Az igéző fény; ford. Balla Mihály; Pantheon, Bp., 1923 (A Színházi Élet könyvei)
- Áve; ford. Székely Rózsi; Globus Ny., Bp., 1923
- Monrepos kastély. Regény; ford. Balla Mihály; Pantheon, Bp., 1923
- A rózsaszínű szoba. Velencei regény; ford. Balla Mihály; Pantheon, Bp., 1924 (A Színházi Élet könyvei)
- Fehér galambok; ford. Gönczi Ernő; Pantheon, Bp., 1924
- Régi történet; ford. Rónai Mária; Nova, Bp., 1927 (Nova regénytár)
- A farkas árnyéka; ford. Pintér Mária; Singer-Wolfner, Bp., 1927 (Milliók könyve)
- Üzen a múlt; ford. Benedek Rózsi; Singer-Wolfner, Bp., 1932 (Milliók könyve)
- Violet. Regény; ford. Urbán Eszter; Színes Regénytár Kiadóvállalat, Újpest, 1933 (Színes regénytár)
- A velencei kastély. Regény; ford. Wiesner Juliska; Színes Regénytár Kiadóvállalat, Újpest, 1933 (Színes regénytár)
- Pünkösdi királyság. Regény; ford. Pálföldy Margit; Színes Regénytár Kiadóvállalat, Újpest, 1934 (Színes regénytár)
- Az eltűnt. Regény; ford. Wiesner Juliska; Színes Regénytár Kiadóvállalat, Újpest, 1934 (Színes regénytár)
- A szőke boszorkány. Regény; ford. B. Radó Lili; Színes Regénytár Kiadóvállalat, Újpest, 1934 (Színes regénytár)
- Imbolygó fény. Regény, 1-2.; ford. Kilényi Mária; Színes Regénytár Kiadóvállalat, Újpest, 1935 (Színes regénytár)
- Csodálatos szemek. Regény; ford. Kilényi Mária; Színes Regénytár, Újpest, 1936 (Színes regénytár)
- A titkos folyosó. Regény; ford. Kilényi Mária; Színes Regénytár, Újpest, 1937 (Színes regénytár)